# Bis zum letzten Atemzug (1951)
Bis zum letzten Atemzug (Originaltel: Only the Valiant) ist ein US-amerikanischer Western aus dem Jahr 1951 von Gordon Douglas mit Gregory Peck in der Hauptrolle. Der Film wurde von Cagney Productions produziert und basiert auf dem 1943 veröffentlichten Roman Only the Valiant von Charles Marquis Warren.

## Handlung
New Mexico nach Ende des Amerikanischen Bürgerkriege. Eine Kavallerieeinheit unter Captain Lance erreicht Fort Invincible, das von Apachen zerstört wurde. Man findet nur tote Soldaten, kann aber den Häuptling Tucsos gefangen nehmen. Der Scout Joe Harmony will den Häuptling töten, doch Lance besteht auf die Einhaltung der militärischen Vorschriften und ordnet an, dass Tucsos nach Fort Winston gebracht wird. Dem Kommandeur Colonel Drumm wäre es lieber, hätte man den Häuptling direkt getötet, denn er befürchtet, dass das Fort einer Befreiungsaktion der Apachen nicht standhalten werde. Er befiehlt Lance, eine Truppe zusammenzustellen, die Tucsos in das stärker befestigte Fort Grant bringt.
Lance erkennt, dass es sich um ein Himmelfahrtskommando handelt und will das Kommando selber führen. Er besucht Cathy Eversham, in die er verliebt ist, trifft dort aber auf Lieutenant Holloway, ebenfalls ein Verehrer Cathys. Nachdem sich Lance von Cathy verabschiedet hat, macht ihr Holloway einen Antrag, den sie ablehnt, da sie in Lance verliebt ist. Holloway küsst sie dennoch liebevoll, was Lance sieht. Colonel Drumm ist schwer erkrankt und befiehlt, dass Lance Holloway mit Tucsos nach Fort Grant schickt, da er in Lance den einzigen fähigen Offizier sieht, der Fort Winston kommandieren kann, sollte er nicht mehr dienstfähig sein. Als Lance den Befehl übergibt, glaubt Cathy, dass Lance so einen möglichen Rivalen aus dem Weg räumen will.
Mehrere Tage später kehrt die Einheit zurück. Die Truppe wurde angegriffen, Tucsos befreit und Lieutenant Holloway zu Tode gefoltert. Die Soldaten im Fort begehren gegen Lance auf und wollen ihn und den Überlebenden Kebussyan töten. Harmony ist sich sicher, dass Tucsos schon bald angreifen werde, bevor Verstärkung eintreffen wird. Lance kann Drumm überzeugen, ihn mit einer Schwadron zum Fort Invincible reiten zu lassen. Dort sollen die Apachen in Kämpfe verwickelt werden, bis die angeforderte Verstärkung in Fort Winston eintrifft. Für das Unternehmen sucht sich Lance vorwiegend Soldaten aus, die gegen ihn eingestellt sind. Unter ihnen befinden sich der an Tuberkulose erkrankte Lieutenant Winters, der Alkoholiker Corporal Gilchrist und Sergeant Murdock, dessen Beförderung Lance abgelehnt hat. Auch Harmony und Kebussyan gehören zur Truppe, wie auch der Südstaaten-Deserteur Onstot, der rachsüchtige Rutledge und der Feigling Saxton.
Im Fort Invincible entdeckt Winters, dass die Zisterne ausgetrocknet ist und die Truppe mit dem mitgeführten Wasser auskommen muss. In der Nacht wird ein naher Pass, den die Apachen nutzen, mit Dynamit präpariert. In den nächsten Tagen werden mehrere Anschläge auf Lances Leben unternommen. Von einem Spähgang kommt der tödlich verletzte Harmony zurück. Er warnt Lance, Tucsos wisse, dass im Fort nicht die erwarteten 400 Mann sind, sondern nur eine kleine Kavallerieeinheit. Nachdem Harmony gestorben ist, klärt Lance die Männer auf, warum er sie ausgewählt hat. Der Hauptgrund ist, dass er sie am ehesten für ersetzbar hält.
Während ihrer Wache werden Murdock und Onstot von den Apachen gefangen genommen. Nach einem abgewehrten Angriff schickt Lance Winters aus, er soll die für Fort Winston bestimmte Verstärkung zum Fort Invincible schicken. Zwar wird Winters beim Aufbruch verwundet, doch er kann losreiten. Lance bittet um eine Unterredung mit Tucsos. Gilchrist soll auf sein Signal hin das Dynamit zur Explosion bringen. Gilchrist kann dem Befehl nicht nachkommen, da Rutledge, in der Hoffnung Lance damit den Indianern auszuliefern, die Lunte abgezogen hat. In der folgenden Nacht werden bei einem Angriff Rutledge getötet und Kebussyan verwundet. Am nächsten Morgen versuchen Lance und Kebussyan, eine neue Lunte anzubringen. Dabei werden sie entdeckt und angegriffen. Kebussyan opfert sich und hält die Angreifer hin, bis Lance die Lunte angebracht hat. Dann sprengt Lance das Dynamit, wobei auch Kebussyan getötet wird. In Tucsos Lager lässt der Häuptling Murdock und Onstot, die sich hassen, gegenseitig töten.
Von der Einheit leben nur noch Lance, Gilchrist und Saxton. Ihnen geht das Wasser aus und sie werden erneut angegriffen. Der Angriff wird jedoch von der eintreffenden Verstärkung unterbrochen. Zwar sind es nur 31 Mann, doch die führen eine Gatling-Kanone mit sich, die für schwere Verluste unter den Apachen sorgt. Die Indianer ziehen sich zurück, doch Tucsos kann sich ins Fort schleichen. In einem Messerkampf wird er von Lance getötet. In Fort Winston erfährt er, dass er durch Drumms Dienstunfähigkeit zum kommandierenden Offizier wird. Cathy, die nun weiß, dass Lance nicht für Holloways Tod verantwortlich ist, begrüßt ihn.

## Produktion

### Hintergrund
Gedreht wurde der Film von Ende Juli bis Anfang September 1950 in Gallup in New Mexico.

### Stab
Wiard Ihnen war der Art Director, Leah Rhodes die Kostümbildnerin.

### Besetzung
In einer kleinen nicht im Abspann erwähnten Nebenrolle trat John Doucette auf.

## Synchronisation
Die deutsche Synchronfassung wurde von der Deutschen Mondial-Film GmbH erstellt.
| Rolle              | Schauspieler    | Deutscher Synchronsprecher |
| ------------------ | --------------- | -------------------------- |
| Cpt. Richard Lance | Gregory Peck    | Max Eckard                 |
| Cathy Eversham     | Barbara Payton  | Edith Schneider            |
| Cpl. Gilchrist     | Ward Bond       | Wolf Martini               |
| Lt. Holloway       | Gig Young       | Paul Edwin Roth            |
| Kebussyan          | Lon Chaney jr.  | Hans Emons                 |
| Sgt. Murdock       | Neville Brand   | Ernst Konstantin           |
| Joe Harmony        | Jeff Corey      | Wolfgang Lukschy           |
| Rutledge           | Warner Anderson | Horst Niendorf             |
| Onstot             | Steve Brodie    | Harry Wüstenhagen          |
| Lt. Winters        | Dan Riss        | Hans Hessling              |
| Saxton             | Terry Kilburn   | Klaus Schwarzkopf          |
| Col. Drumm         | Herbert Heyes   | Alfred Balthoff            |
| Tucsos             | Michael Ansara  | Wilhelm Borchert           |

## Veröffentlichung
Die Premiere des Films fand am 11. April 1951 statt. In der Bundesrepublik Deutschland kam er am 15. August 1952 in die Kinos, in Österreich im Januar 1953.

## Kritiken
Der Filmkritiken-Aggregator Rotten Tomatoes hat in einer Auswertung ein Publikumsergebnis von 50 Prozent positiver Bewertungen ermittelt.
Das Lexikon des internationalen Films schrieb: „Recht spannendes Western-Abenteuer von der Stange.“
Der Kritiker der The New York Times befand, der Film habe seine Qualitäten als Melodram. Die Spannung sei hoch, wenn die Soldaten das verlassene Fort übernehmen.
Der TV Guide beschrueb den Film als enttäuschenden Western mit einer Routine-Geschichte. Der Star Gregory Peck und die solide Besetzung entschädigen jedoch.